# Stanislas Karwat
Stanislas Karwat, né le 3 octobre 1965 à Tomaszów Lubelski, est un joueur de football polono-français qui occupe le poste de gardien de but.

## Biographie
Il participe notamment à la remontée du Nîmes Olympique en Ligue 2 et à l'épopée de ce dernier en Coupe d'Europe des vainqueurs de coupe.
Il joue également en Ligue 2 avec le Stade poitevin et le FC Martigues.
Après sa carrière, il est entraîneur des gardiens au FC Istres. En février 2006, il obtient le BEES 2e degré. 

## Palmarès
- Champion de France de National en 1997 (Nîmes Olympique)
- Champion de France de National en 2000 (AS Beauvais Oise)